# Giamaica (film 1998)
Giamaica è un film del 1998 diretto da Luigi Faccini.
Il film si ispira alla vicenda di Auro Bruni (nel film ribattezzato Mauro), ragazzo romano di colore di 17 anni morto nell'incendio all'interno di un centro sociale nel 1991 e conosciuto personalmente dal regista Luigi Faccini durante le riprese del film Notte di stelle.